# Joachim-Jean-Xavier d'Isoard
Joachim-Jean-Xavier d'Isoard (23 de outubro de 1766 - 7 de outubro de 1839)  foi um bispo e cardeal francês.

## Biografia
Ele nasceu em Aix-en-Provence em uma família nobre como o mais novo de dois irmãos. Seu pai morreu cedo e ele foi enviado para o seminário menor de Aix, onde fez amizade com Joseph Fesch, tio de Napoleão Bonaparte,  mas não concluiu os estudos eclesiásticos.  Durante o Reinado do Terror, ele buscou asilo na Itália na corte do futuro Luís XVIII da França em 1794, mas retornou à França no mesmo ano. Após o golpe de 18 Frutidor, foi novamente forçado a fugir para a Itália.  Retornando depois que Napoleão estabeleceu o Consulado, ele acompanhou Fesch, enquanto embaixador da França junto ao Papa, a Roma, e foi nomeado auditor da Rota Romana por sua iniciativa em 1803. 
A França ocupou e anexou os Estados Papais em 1809 e fez Pio VII como prisioneiro, exilando-o. D'Isoard seguiu o papa no exílio francês e recusou vários cargos que Napoleão lhe ofereceu, incluindo o de senador.   O Papa foi libertado pela coalizão no final do reinado de Napoleão em 1814, e d'Isoard também voltou a trabalhar na Rota Romana. Durante os Cem Dias, ele também foi brevemente nomeado encarregado de negócios francês da Santa Sé.
O novo rei francês Luís XVIII pretendia que Louis-Siffren-Joseph de Salamon fosse nomeado auditor da Rota, substituindo d'Isoard, mas a Cúria rejeitou essas tentativas. 
Em 1823, d'Isoard tornou -se deão da Rota Romana.  Ele foi criado cardeal pelo Papa Leão XII no consistório de 25 de junho de 1827 e tornou-se cardeal-sacerdote de S. Pietro in Vincoli.  Mais tarde, em 1833, foi transferido para a igreja titular da SS. Trinità al Monte Pincio, que normalmente é dado a um cardeal francês.
Ele foi escolhido como arcebispo da arquidiocese de Auch, no sudoeste da França, em 1828, e ordenado bispo em 11 de janeiro de 1829, em Paris, pelo cardeal Jean-Baptiste de Latil, arcebispo de Reims.  Ele foi nomeado par da França por Carlos X em 24 de janeiro de 1829 e conhecido por ser um monarquista.  Durante seu tempo como arcebispo de Auch, como cardeal, participou dos conclaves que elegeram Pio VIII e Gregório XVI , sendo acusado de possivelmente pronunciar um veto francês neste último. Tendo rejeitado a sede arcebispal de Aix duas vezes, e de Bordeaux, acabou aceitando tornar-se arcebispo de Lyon em 1839, como sucessor do cardeal Fesch, principalmente porque o clima ali era mais favorável à sua saúde debilitada. Ele viajou para Paris antes de assumir o cargo em Lyon, onde morreu em 7 de outubro de 1839, de uma inflamação no tórax. Ele foi enterrado na catedral de Auch.